# Jamesy Boy
Jamesy Boy – amerykański film biograficzny z 2014 roku w reżyserii Trevora White'a, ze Spencerem Rocco Lofranco w roli głównej, na podstawie biografii byłego więźnia Jamesa Burnsa.

## Premiera
Film miał swoją światową premierę 3 stycznia 2014 roku.

## Fabuła
Akcja filmu rozgrywa się w Denver w Stanach Zjednoczonych w czasach współczesnych. Młody przestępca zostaje osadzony w zakładzie karnym, gdzie każdego dnia walczy o przetrwanie. W drodze do wolności pomaga mu jeden ze starszych recydywistów.

## Obsada
W filmie wystąpili m.in.:
- Spencer Lofranco jako James Burns
- Mary-Louise Parker jako Tracy Burns
- Taissa Farmiga jako Sarah
- Ving Rhames jako Conrad
- James Woods jako Mark Falton
- Rosa Salazar jako Crystal
- Michael Trotter jako Roc
- Ben Rosenfield jako Chris Cesario
- Jaime „Taboo” Gomez jako Guillermo
- Kellyn Rogers jako Holly Burns
- Robert F. Chew jako otyły kierownik